# Distrito de Akola
Akola (en maratí; अकोला जिल्हा ) es un distrito de India, parte de la división de Amravati en el estado de Maharastra . 
Comprende una superficie de 5 431 km².
El centro administrativo es la ciudad de Akola.

## Demografía
Según censo 2011 contaba con una población total de 1 818 617 habitantes.